# Kalendarium rządu Mieczysława Rakowskiego
Kalendarium rządu Mieczysława Rakowskiego opisuje powołanie rządu Mieczysława Rakowskiego, zmiany na stanowiskach ministrów, sekretarzy stanu, podsekretarzy stanu, wojewodów i wicewojewodów.

## Zmiany w rządzie
Lista zmian personalnych na stanowiskach ministrów, sekretarzy stanu i podsekretarzy stanu.

### Rok 1988
| Powołanie | Odwołanie        |
| 27 września 1988 | 27 września 1988 |
| --- | ---------------- |
| - Mieczysława Rakowskiego na urząd prezesa Rady Ministrów. | –                |
| 14 października 1988 |                  |
| - Kazimierza Oleksiaka na urzędy wiceprezesa Rady Ministrów i ministra rolnictwa, leśnictwa i gospodarki żywnościowej, - Janusza Patorskiego na urząd wiceprezesa Rady Ministrów, - Ireneusza Sekuły na urząd wiceprezesa Rady Ministrów, - Łukasza Balcera na urząd ministra sprawiedliwości, - Bogumiła Ferensztajna na urząd ministra gospodarki przestrzennej i budownictwa, - Jacka Fisiaka na urząd ministra edukacji narodowej, - Zbigniewa Grabowskiego na urząd ministra-kierownika Urzędu Postępu Naukowo-Technicznego i Wdrożeń, - Michała Janiszewskiego na urząd ministra-szefa Urzędu Rady Ministrów, - Dominika Jastrzębskiego na urząd ministra współpracy gospodarczej z zagranicą, - Janusza Kamińskiego na urząd ministra transportu, żeglugi i łączności, - Czesława Kiszczaka na urząd ministra spraw wewnętrznych, - Józefa Kozioła na urząd ministra ochrony środowiska i zasobów naturalnych, - Aleksandra Krawczuka na urząd ministra kultury i sztuki, - Aleksandra Kwaśniewskiego na urząd ministra-członka Rady Ministrów, - Władysława Loranca na urząd ministra-kierownika Urzędu ds. Wyznań, - Marcina Nurowskiego na urząd ministra rynku wewnętrznego, - Tadeusza Olechowskiego na urząd ministra spraw zagranicznych, - Izabeli Płanety-Małeckiej na urząd ministra zdrowia i opieki społecznej, - Mieczysława Wilczka na urząd ministra przemysłu, - Andrzeja Wróblewskiego na urząd ministra finansów. | –                |
| 17 października 1988 |                  |
| - Michała Janiszewskiego, ministra-szefa Urzędu Rady Ministrów, na stanowisko członka prezydium Rady Ministrów, - Aleksandra Kwaśniewskiego, ministra-członka Rady Ministrów, na stanowisko członka prezydium Rady Ministrów. | –                |

### Rok 1989
| Powołanie | Odwołanie |
| 31 stycznia 1989 | 31 stycznia 1989 |
| --- | --- |
| - Franciszka Gaika na urząd kierownika-ministra Centralnego Urzędu Planowania.                                                                 | – |
| 23 marca 1989 | |
| - Michała Czarskiego na urząd ministra pracy i polityki socjalnej, - Józefa Oleksego na urząd ministra ds. współpracy ze związkami zawodowymi. | – |
| 27 kwietnia 1989 | |
| - Jerzego Urbana, rzecznika rządu, na urząd ministra-członka Rady Ministrów.                                                                   | – |
| 2 sierpnia 1989 | |
| - Czesława Kiszczaka, ministra spraw wewnętrznych, na urząd prezesa Rady Ministrów.                                                            | - Mieczysława Rakowskiego z urzędu prezesa Rady Ministrów (powołany na ten urząd 27 września 1988). |
| 12 września 1989 | |
| – | - Kazimierza Oleksiaka z urzędów wiceprezesa Rady Ministrów i ministra rolnictwa, leśnictwa i gospodarki żywnościowej (powołany na te urzędy 14 października 1988), - Janusza Patorskiego z urzędu wiceprezesa Rady Ministrów (powołany na ten urząd 14 października 1988), - Ireneusza Sekuły z urzędu wiceprezesa Rady Ministrów (powołany na ten urząd 14 października 1988), - Łukasza Balcera z urzędu ministra sprawiedliwości (powołany na ten urząd 14 października 1988), - Bogumiła Ferensztajna z urzędu ministra gospodarki przestrzennej i budownictwa (powołany na ten urząd 14 października 1988), - Jacka Fisiaka z urzędu ministra edukacji narodowej (powołany na ten urząd 14 października 1988), - Zbigniewa Grabowskiego z urzędu ministra-kierownika Urzędu Postępu Naukowo-Technicznego i Wdrożeń (powołany na ten urząd 14 października 1988), - Michała Janiszewskiego z urzędu ministra-szefa Urzędu Rady Ministrów (powołany na ten urząd 12 listopada 1985) oraz ze stanowiska członka prezydium Rady Ministrów (powołany na to stanowisko 17 października 1988), - Dominika Jastrzębskiego z urzędu ministra współpracy gospodarczej z zagranicą (powołany na ten urząd 14 października 1988), - Janusza Kamińskiego z urzędu ministra transportu, żeglugi i łączności (powołany na ten urząd 14 października 1988), - Czesława Kiszczaka z urzędu ministra spraw wewnętrznych (powołany na ten urząd 14 października 1988), - Józefa Kozioła z urzędu ministra ochrony środowiska i zasobów naturalnych (powołany na ten urząd 14 października 1988), - Aleksandra Krawczuka z urzędu ministra kultury i sztuki (powołany na ten urząd 14 października 1988), - Aleksandra Kwaśniewskiego z urzędu ministra-członka Rady Ministrów (powołany na ten urząd 14 października 1988) oraz ze stanowiska członka prezydium Rady Ministrów (powołany na to stanowisko 17 października 1988), - Władysława Loranca z urzędu ministra-kierownika Urzędu ds. Wyznań (powołany na ten urząd 14 października 1988), - Marcina Nurowskiego z urzędu ministra rynku wewnętrznego (powołany na ten urząd 14 października 1988), - Tadeusza Olechowskiego z urzędu ministra spraw zagranicznych (powołany na ten urząd 14 października 1988), - Izabeli Płanety-Małeckiej z urzędu ministra zdrowia i opieki społecznej (powołana na ten urząd 14 października 1988), - Mieczysława Wilczka z urzędu ministra przemysłu (powołany na ten urząd 14 października 1988), - Andrzeja Wróblewskiego z urzędu ministra finansów (powołany na ten urząd 14 października 1988), - Franciszka Gaika z urzędu kierownika-ministra Centralnego Urzędu Planowania (powołany na ten urząd 31 stycznia 1989), - Michała Czarskiego z urzędu ministra pracy i polityki socjalnej (powołany na ten urząd 31 marca 1989), - Józefa Oleksego na urząd ministra ds. współpracy ze związkami zawodowymi (powołany na ten urząd 31 marca 1989), - Jerzego Urbana z urzędu ministra-członka Rady Ministrów (powołany na ten urząd 27 kwietnia 1989) oraz ze stanowiska rzecznika rządu (powołany na to stanowisko 17 sierpnia 1981). |